# David Laurin Ricken
David Laurin Ricken (Dodge City, 9 novembre 1952) è un vescovo cattolico statunitense, dal 9 luglio 2008 vescovo di Green Bay.

## Biografia
David Laurin Ricken è nato a Dodge City, in Kansas, il 9 novembre 1952 da George William "Bill" Ricken (morto il 1º luglio 1993) e Bertha (Davis) Ricken (morta il 20 agosto 2001). Ha un fratello, Mark, e una sorella, Carol.

### Formazione e ministero sacerdotale
Ha frequentato la Sacred Heart Cathedral Grade School a Dodge City e la Saint Francis Seminary High School a Victoria diplomandosi nel 1970. Ha studiato filosofia presso il Pontificio collegio Josephinum a Columbus e il Conception Seminary College di Conception e teologia presso il Collegio americano dell'Immacolata Concezione.
Il 12 settembre 1980 è stato ordinato presbitero per la diocesi di Pueblo a La Junta da monsignor Arthur Nicholas Tafoya. In seguito è stato vicario parrocchiale della parrocchia della cattedrale del Sacro Cuore a Pueblo dal 1980 al 1985 e vice-cancelliere vescovile e amministratore parrocchiale della parrocchia del Santo Rosario a Pueblo dal 1985 al 1987. Nel 1987 è stato inviato a Roma per studi. Nel 1989 ha conseguito la licenza in diritto canonico presso la Pontificia Università Gregoriana. In seguito ha prestato servizio come direttore diocesano per le vocazioni dal 1989 al 1996; vicario episcopale per la formazione ministeriale dal 1989 al 1992; direttore dell'ufficio per i diaconi dal 1990 al 1996; cancelliere vescovile dal 1992 al 1996; addetto di segreteria presso la Congregazione per il clero dal 1996 al 1999. È stato anche membro del consiglio presbiterale e del collegio dei consultori e difensore del vincolo e promotore di giustizia.

### Ministero episcopale
Il 14 dicembre 1999 papa Giovanni Paolo II lo ha nominato vescovo coadiutore di Cheyenne. Ha ricevuto l'ordinazione episcopale il 6 gennaio successivo nella basilica di San Pietro in Vaticano dallo stesso pontefice, co-consacranti gli arcivescovi Giovanni Battista Re, sostituto per gli affari generali della Segreteria di Stato, e Marcello Zago, segretario della Congregazione per l'evangelizzazione dei popoli. Il 26 settembre 2001 è succeduto alla medesima sede.
Il 9 luglio 2008 papa Benedetto XVI lo ha nominato vescovo di Green Bay. Ha preso possesso della diocesi il 28 agosto.
Nel 2009 monsignor Ricken è stato inserito nella Hall of Fame della Catholic Education Foundation. Mentre era vescovo di Cheyenne infatti aveva co-fondato il Wyoming Catholic College, la Wyoming School of Catholic Thought e la John Paul II Catholic School a Gillette. Aveva anche supervisionato la costruzione di una nuova sede per la scuola cattolica "Santa Maria" a Cheyenne.

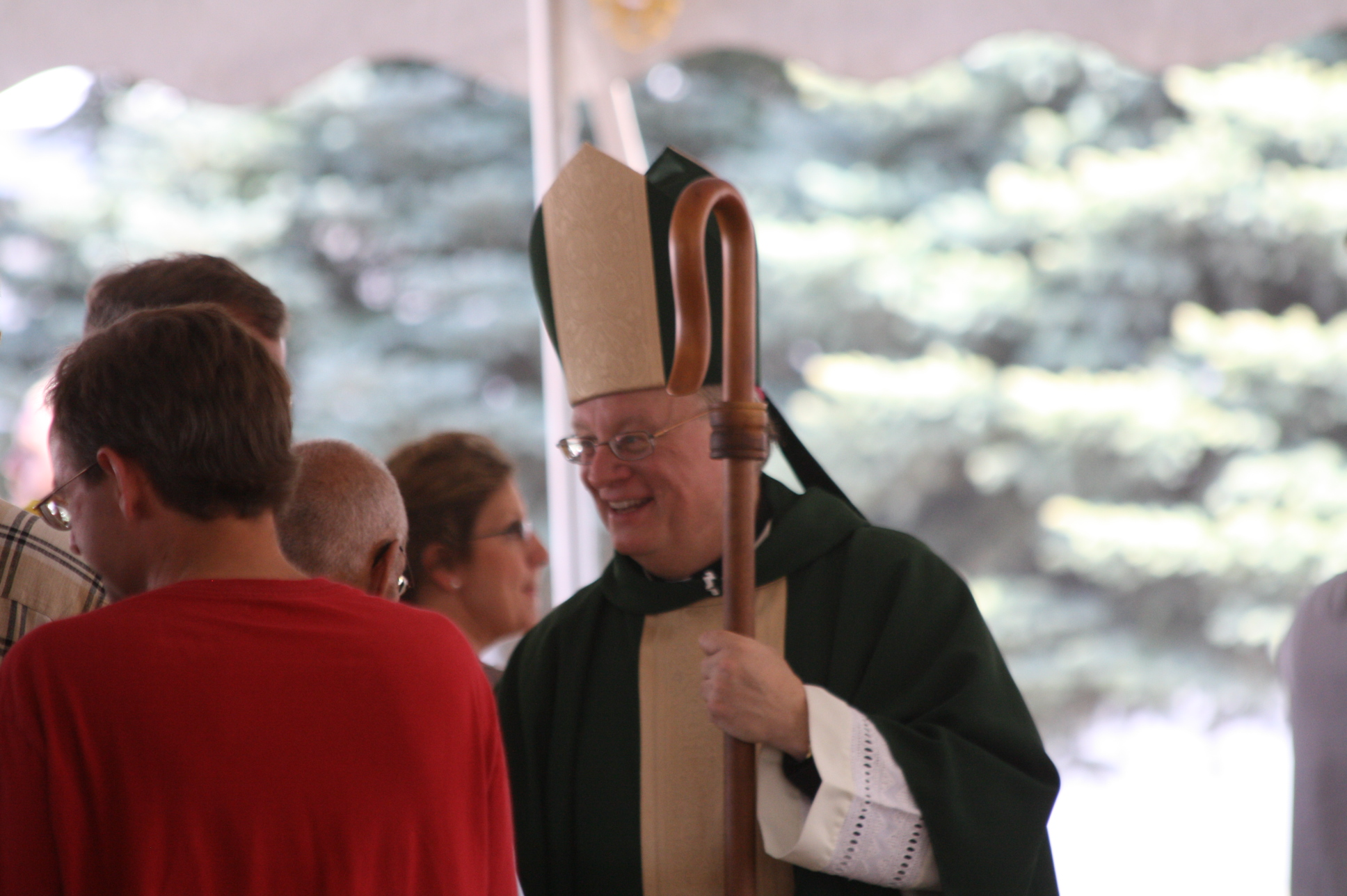
Monsignor Ricken saluta alcune persone nel 2012.

L'8 dicembre 2010 il vescovo Ricken con decreto e proclamazione ufficiali ha reso Nostra Signora del Buon Soccorso di Champion il primo e per ora l'unico sito degli Stati Uniti di un'apparizione della Beata Vergine Maria approvata dall'autorità ecclesiastica. La sentenza ha concluso due anni di indagini approvando ufficialmente l'autenticità delle apparizioni mariane avvenute nel 1859.
Nell'agosto del 2019 monsignor Ricken è stato criticato per una lettera del 2002 in cui difendeva dell'ex vescovo di Cheyenne Joseph Hubert Hart, che è accusato di abusi sessuali su minori ed è stato raccomandato per affrontare accuse penali dalla polizia di Cheyenne. Mentre Ricken era vescovo di Cheyenne, un'altra indagine penale contro Hart, iniziata nel 2002, è stata chiusa, in parte, a causa della mancanza di collaborazione da parte della diocesi. Ricken in seguito rifiutò di parlare alla stampa di una nuova indagine contro il suo predecessore.
Nel febbraio del 2012 e nel dicembre del 2019 ha compiuto la visita ad limina.
In seno alla Conferenza dei vescovi cattolici degli Stati Uniti è stato presidente del comitato per il Collegio americano di Lovanio e membro del comitato per la catechesi e del comitato per la protezione dei bambini e dei giovani.
Oltre all'inglese, conosce lo spagnolo, l'italiano e il tedesco.

## Genealogia episcopale
La genealogia episcopale è:
- Cardinale Scipione Rebiba
- Cardinale Giulio Antonio Santori
- Cardinale Girolamo Bernerio, O.P.
- Arcivescovo Galeazzo Sanvitale
- Cardinale Ludovico Ludovisi
- Cardinale Luigi Caetani
- Cardinale Ulderico Carpegna
- Cardinale Paluzzo Paluzzi Altieri degli Albertoni
- Papa Benedetto XIII
- Papa Benedetto XIV
- Papa Clemente XIII
- Cardinale Enrico Benedetto Stuart
- Papa Leone XII
- Cardinale Chiarissimo Falconieri Mellini
- Cardinale Camillo Di Pietro
- Cardinale Mieczysław Halka Ledóchowski
- Cardinale Jan Maurycy Paweł Puzyna de Kosielsko
- Arcivescovo Józef Bilczewski
- Arcivescovo Bolesław Twardowski
- Arcivescovo Eugeniusz Baziak
- Papa Giovanni Paolo II
- Vescovo David Laurin Ricken